# 八幡町 (八王子市)

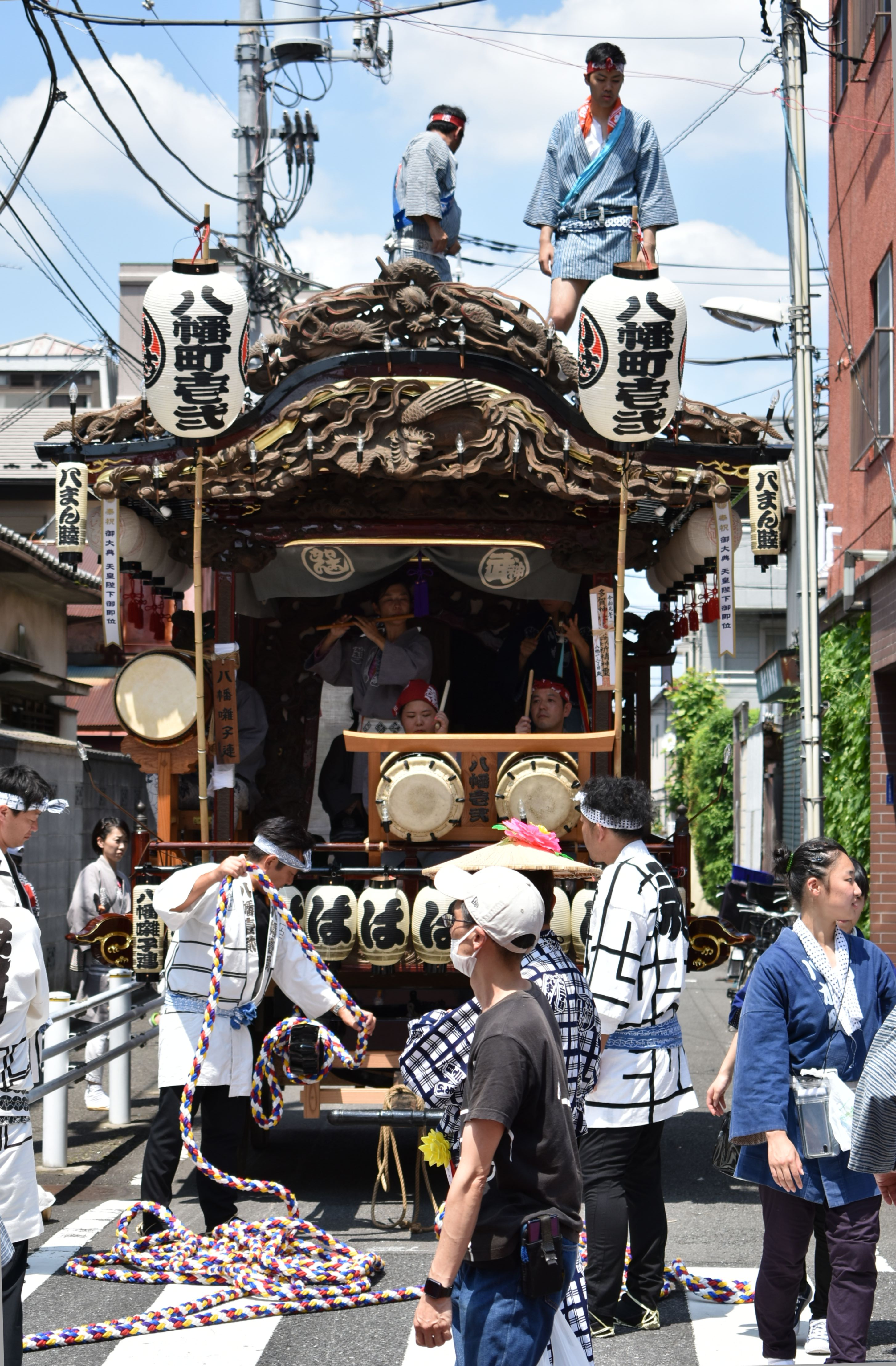
旧一丁目の山車で大正7年建造、工匠萩原左文治、彫工佐藤光重作、市指定有形文化財（2019年8月4日撮影）

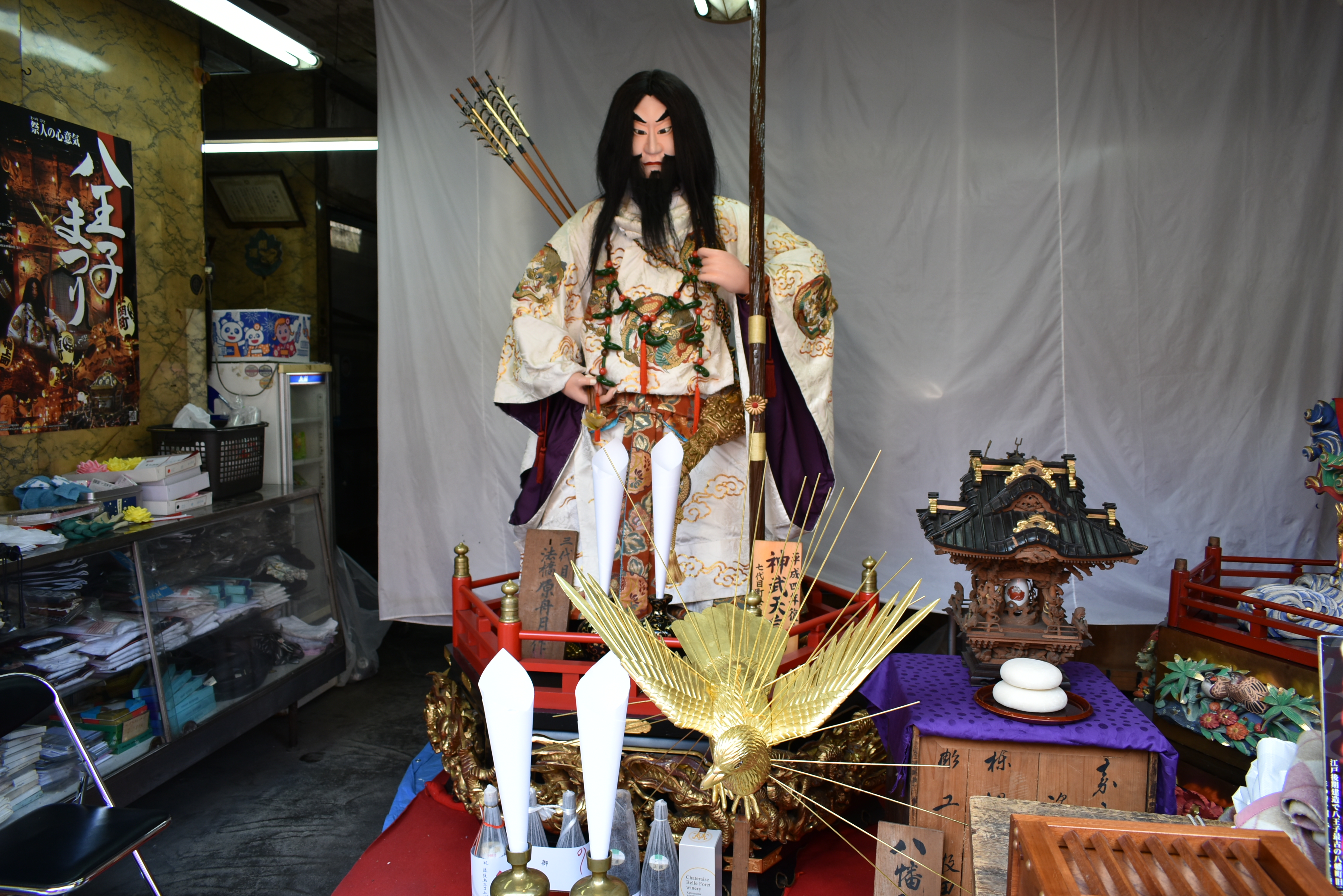
三代目原舟月作の人形「神武天皇」市指定有形文化財（2019年8月4日撮影）

八幡町（はちまんちょう）は、東京都八王子市の町名である。丁番を持たない単独町名であり、住居表示実施済区域、面積は0.091km2である。郵便番号は192-0053（八王子郵便局管区）。

## 歴史
もともとは滝山城の城下町にあったが、八王子城を経て江戸期より八王子横山十五宿の１つであった八幡宿が置かれた。1868年（明治元年）、神奈川県の管轄となり、1878年（明治11年）からは南多摩郡の一部となった。1882年（明治15年）、八王子八幡町と改名し、1889年（明治22年）4月1日八王子町制の施行により八王子町八幡町となった。1893年（明治26年）4月1日より東京府に移管された。1917年（大正6年）9月1日、八王子市制施行により、八王子市の町名となった。1968年（昭和43年）住居表示を実施した。

## 地理
八王子市の東部、市街地中心部の西寄りに位置する。町域の中央を甲州街道（国道20号）が東西に走り、両側には商店・金融機関が並び、中心市街地の一部を形成する。高層住宅化も進んでいる。東端を国道16号が北へ向かい、西端で秋川街道（都道32号）が甲州街道から分かれる。八幡町郵便局、八王子織物工業組合・繊維貿易館がある。

## 世帯数と人口
2017年（平成29年）12月31日現在の世帯数と人口は以下の通りである。
| 町丁   | 世帯数  | 人口    |
| ------ | ------- | ------- |
| 八幡町 | 964世帯 | 1,892人 |

## 小・中学校の学区
市立小・中学校に通う場合、学区は以下の通りとなる。
| 番地 | 小学校               | 中学校               |
| ---- | -------------------- | -------------------- |
| 全域 | 八王子市立第二小学校 | 八王子市立第六中学校 |

## 交通

### 鉄道
八幡町地内には鉄道はないが、南方をJR中央線が通過している。最寄駅は八王子駅または西八王子駅となる。

### 道路
- 国道20号（甲州街道）：八幡町の中心部を通過する。東は立川市・新宿区方面、西は高尾・相模原市相模湖地区方面へ向かう。
- 東京都道506号八王子城山線：国道20号八幡町交差点を起点とする。南は小比企町・北野街道方面へ連絡している。

## 施設
- グルメシティ - 元忠実屋1号店。2019年2月28日閉店。
- モスバーガー - 2019年5月31日閉店。
- はせがわ
- きらぼし銀行
- 群馬銀行
- 関根和三郎商店
- 岡田屋
- ITTO個別指導学院
- 小泉産婦人科医院
- ながしま
- 八王子工材
- 香林寺
- にしわ
- イツミヤ
- 阿波屋金物店
- 橋本要助商店
- あさひデイサービスセンター
- 伊藤祐次商店
- フレンド書店
- 八王子眼鏡院
- タカクラメガネ
- はちまん鍼灸院整骨院
- センチュリー21マトリックスレジデンシャル

ほか

## 参考図書
- 角川書店『角川日本地名大辞典』 13 東京都（初版）、角川書店、東京都、1978年10月27日。
- 『Web八王子事典』の会.  八王子事典の会: “Web八王子事典”.   かたくら書店. 2013年9月14日閲覧。